# 山田泰広 (地震学者)
山田 泰広（やまだ やすひろ、1965年 - ）は、日本の資源工学・地球科学者。専門は地下エネルギー資源探査、CCS、メタンハイドレート。九州大学教授。
| スタブアイコン | サブスタブ | この項目は、まだ閲覧者の調べものの参照としては役立たない、人物に関連した書きかけの項目です。この項目を加筆・訂正などしてくださる協力者を求めています（P:人物伝/PJ:人物伝）。 |

## 人物
千葉県出身。千葉県立東葛飾高等学校を経て、1987年東北大学理学部卒業、1996年ロンドン大学ロイヤル・ホロウェイ校大学院博士課程修了、ロンドン大学博士 (Ph.D）。
京都大学准教授を経て九州大学教授。ロンドン大学客員教授。